# BMW Sauber F1.08
A BMW Sauber F1.08 a BMW Sauber konstruktőr 2008-ban bemutatott autója a Formula–1-ben. A 2008-as mezőnyben indult csapatok közül 2008. január 14-én a BMW Sauber istálló is bemutatta az idei szezonra tervezett vadonatúj versenygépét, az F1.08-at. Versenyzői Nick Heidfeld és Robert Kubica, valamint tesztpilóta szerepet töltött be Christian Klien és Marko Asmer.

## Tervezés
A mezőny összes többi résztvevőjéhez hasonlóan a BMW-nél is az egyik legnagyobb fókuszterületnek az idei évben életbe léptetett szabálymódosításoknak való megfelelés jelentette. A 2007-es évben használt versenyautóhoz képest tehát az F1.08-as névvel ellátott új autó egy igen agresszív aerodinamikai fejlesztésen esett át, melyet a BMW és a McLaren által alkalmazott filozófia egyvelegeként megszületett első légterelő szárny látványa is fémjelez.  Az első légterelő szárny középső szekcióját látva van némi hasonlóság az elődnél alkalmazott megoldáshoz viszonyítva, de az orrcsúcs alatt lévő osztóprofil ismét csak a McLaren által alkalmazott megoldásra hasonlít. Az első szárny oldalsó lezáró lemezei mellett módosult az orrkúp alatt lévő gerincvonal is, ami egyben módosítást eredményezett a homoklemez profilja és annak felfogatásának szempontjából is.
Az első és a hátsó kerekek tekintetében a bajor csapat alkalmazni kezdte azokat a kerékburkolati elemeket, amelyek az F1.07-es esetében nem voltak jellemzőek, de a nagy hangsúlyt kapott aerodinamikai fejlesztések eredményeképpen a fékek hűtésében és a kerekek körüli megfelelő légáramlás biztosításában fontos szerepet tulajdonítanak ezeknek. Ezen burkolati elemek formája viszont némiképp eltér az eddigiekben látott megoldásoktól. Az új konstrukció aerodinamikai fejlesztésében a szélcsatornában elvégzett vizsgálatok mellett az egyes gyártási folyamatok előtt, illetve között elvégzett számítógépes folyadékdinamikai (CFD) vizsgálatok igen nagy szerepet játszottak. Az autó oldalsó kocsiszekrényén szembetűnő változásként említhető annak karcsúbb vonalvezetésben történő megépítése. Az oldalsó karosszériaelemek és a motorburkolat a tavalyi évben alkalmazott megoldásokkal ellentétben valamelyest alacsonyabb beépítést kaptak. Ennek eredményeképpen a hátsó kerekek és a hátsó légterelő szárny felé haladó légáramlatok sokkal jobb aerodinamikai hatást kölcsönöznek, amely nem utolsósorban a leszorító erő mértékét is pozitívan befolyásolják.
A motorburkolat oldalán lévő szárnyak beépítési pozíciója is változott valamelyest a 2007-es modellnél látottakhoz képest, melyek közelebb kerültek egyben az oldalsó karosszériához, és kissé szélesebb kivitelben kerültek kialakításra. Az oldalsó kocsiszekrény hátsó részénél helyet kapott továbbá egy-egy légterelő idom is. Az oldalsó karosszérián lévő kémények nemcsak profiljukban, hanem beépítési pozíciójukban is módosultak. A minél hatékonyabb hűtési hatásfok elérése érdekében ugyanis közelebb kerültek az új BMW P86/8-as névvel ellátott nyolc hengeres erőforráshoz.
Az új fejlesztésű F1.08-as konstrukció kerékfelfüggesztései is módosultak, hogy minél nagyobb tapadást tudjanak elérni. Az első kerékfelfüggesztésnél a statikus kerékburkolati elemek alkalmazása miatt a kerékagyon, illetve a kerék homlokterében is el kellett végezni néhány változtatást. Az autó ezen részén elvégzett módosításokkal kapcsolatos egyik legfőbb célja a csapatnak az, hogy a Bridgestone abroncsokkal mind az időmérők, mind pedig a teljes versenytáv alatt megfelelő tapadást tudjanak elérni. Az F1.08-as versenyautó karosszériájának fejlesztése során úgy kellett eljárni a csapat mérnökeinek, hogy a vezetőt segítő elektronikai segédrendszerek betiltásának következtében alkalmazásba kerülő SECU-val (Standard Elektronikai Vezérlő Egység) tökéletes egészet alkossanak. Az FIA által a 2008-as évre bevezetett szabálymódosítások eredményeképpen az autók ugyanis a gyorsítások és a lassítások során sokkal idegesebben reagálnak, és ennek mértékét mindenképpen a legminimálisabb szintre kell csökkenteni.
Az új versenyautó karosszériáját érintő fejlesztések kiterjedtek a pilótafülke oldalfalaira is, hiszen a 2008-as év új biztonsági regulái miatt a pilóta fejének védelme érdekében meg kellett növelni annak magasságát.

## Szponzorok
A 2008-as szezonra megtartotta a csapat a sötétkék-fehér festést az autón, viszont az O2 szponzort T-Systemsre váltották. A hivatalos berendezések szállítója a Cadence Design Systems lett. A csapatot továbbra is támogatja a Petronas, az Intel, a Certina, a Dell és a Credit Suisse.

## A szezon
Míg 2007-ben Heidfeld addig 2008-ban Kubica lett az erősebb pilóta: versenyeken 18-ból 11-szer Heidfeld előtt végzett, míg kvalifikáción 13-szor verte meg csapattársát a vizsgált időszakban.  A szezonnyitón Heidfeld 2. lett, Kubica pedig kiesett, miután Nakadzsima Kazuki hátulról beleütközött. A második futamon, a maláj nagydíjon Kubica a 2. helyen végzett, pályafutása legjobb eredményével, míg Heidfeld 6. lett és megfutotta a verseny leggyorsabb körét. A bahreini nagydíjon Kubica megszerezte a csapat első pole pozícióját.

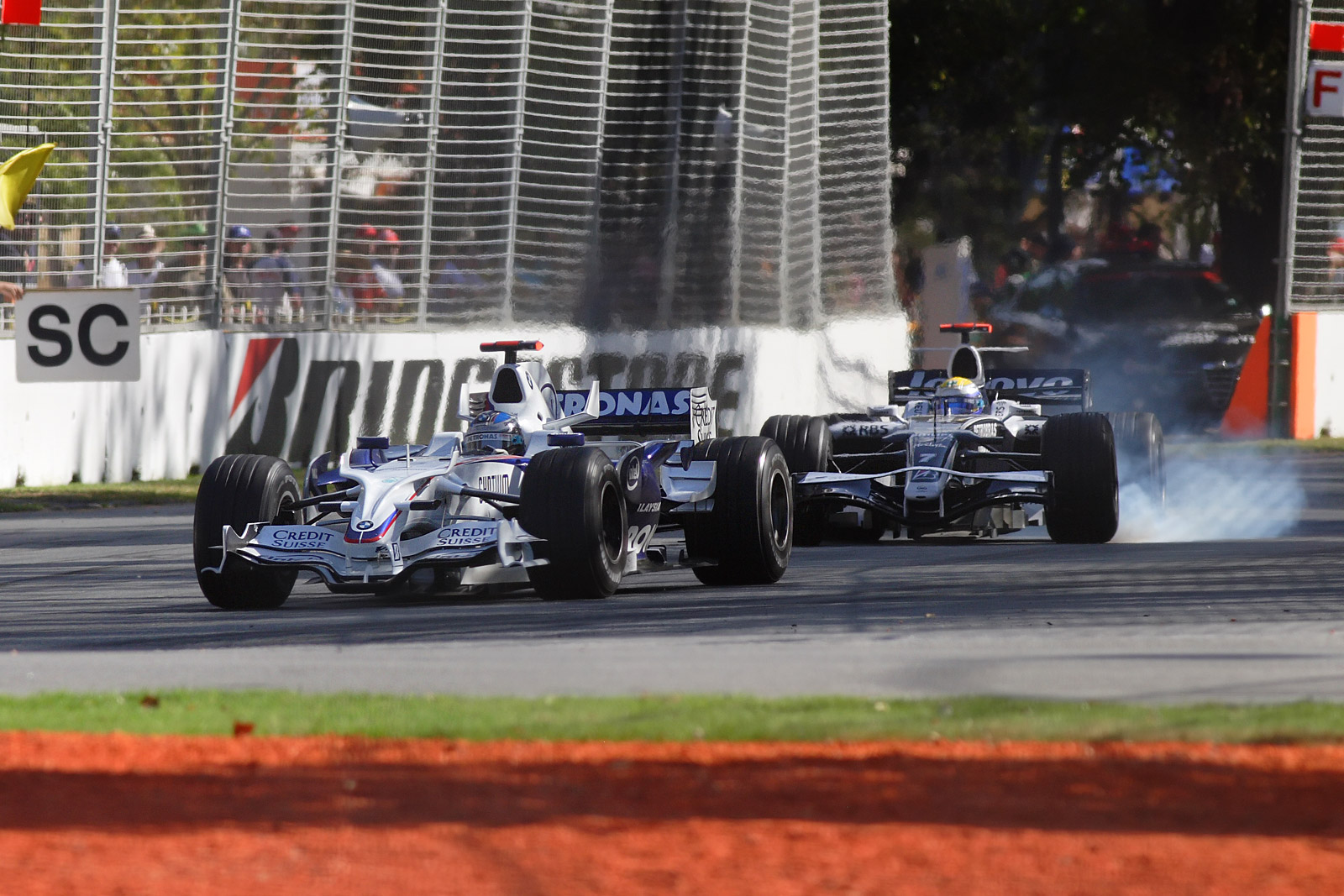
Heidfeld az évadnyitó ausztrál nagydíjon

A verseny után Kubica 3. és Heidfeld 4. helyével a csapat átvette a vezető helyet a konstruktőri világbajnokságban. A spanyol nagydíjon Kubica 4. lett, míg Heidfeld büntetése miatt pont nélkül, a 9. helyen végzett. A verseny után Mario Theissen csapatfőnök a bokszutca-szabályok módosítását sürgette, mert szerinte Heidfeld megbüntetése igazságtalan volt, a versenyzőnek mindenképpen ki kellett állnia a biztonsági autós időszakban, különben kifogyott volna az üzemanyaga. Mivel a Ferrari kettős győzelmet ünnepelhetett, a csapatvilágbajnokságban átvette a vezetést. A török nagydíjon Kubica ismét 4., Heidfeld pedig ezúttal 5. lett. A rendkívül mozgalmas monacói nagydíjon Kubica egy ideig vezetett, végül Lewis Hamilton mögött másodikként ért célba, míg Heidfeld több kényszerű boxkiállástól hátráltatva 14. lett, így nem szerzett pontot. A kanadai nagydíjon, miután Räikkönen, Hamilton és Rosberg összeütközött a bokszutcában, Kubica vezetésével kettős BMW-győzelem született.
Ez volt a csapat első futamgyőzelme, egyben első alkalommal nyert kelet-európai versenyző. A francia nagydíjra nem tudta átmenteni a csapat a jó formáját: Heidfeld be sem jutott az időmérő edzés második szakaszába és csak a 11., Kubica az 5. helyről rajtolhatott.

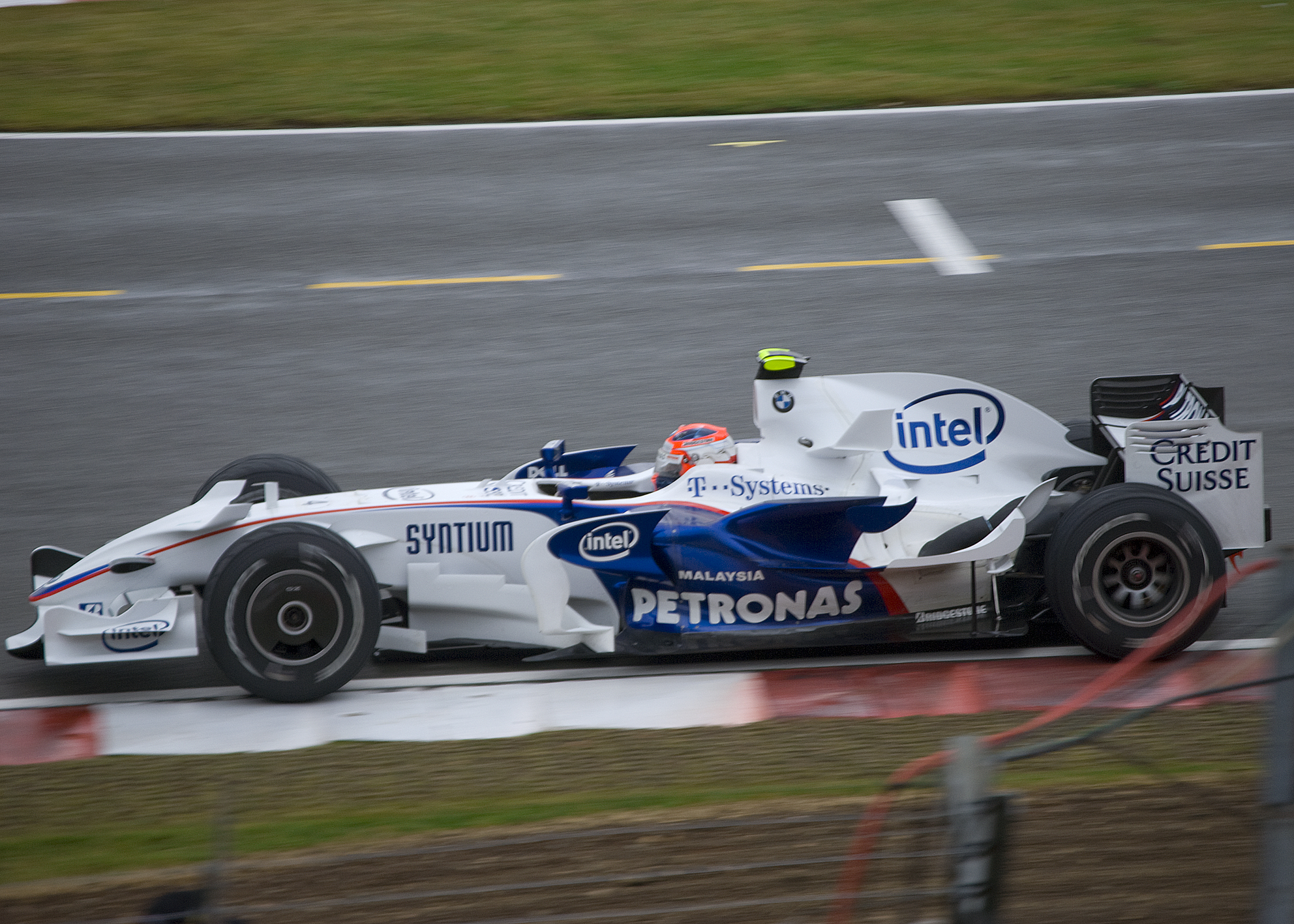
Kubica a brit nagydíjon

A versenyen nem tudták tartani a lépést a Ferrarikkal, Heidfeld pont nélkül zárt a 13. helyen, Kubica maradt ötödik. Az egyéni világbajnokságban átvette tőle a vezetést a versenyt megnyerő Massa. A brit nagydíj időmérőjén Heidfeld 5. lett, míg Kubica műszaki probléma miatt az utolsó szakaszban nem tudott mért kört teljesíteni, így csak a 10. helyre jutott be. Az zuhogó esős, rendkívül izgalmas futamon Heidfeld a 2. helyre jött fel, Kubica pedig a 3. helyről kicsúszva pont nélkül végzett. német nagydíj időmérő edzésén Kubica 7., Heidfeld pedig hazai pályáján mindössze 12. lett. A versenyen a Timo Glock balesete utáni biztonsági autós szakasz megkavarta az állást. Heidfeld így negyedik lett már másodszorra leggyorsabb körrel, míg Kubica csupán hetedikként ért célba. A magyar nagydíj időmérő edzésén Heidfeld az első szakaszban kiesett, mivel Bourdais hátráltatta őt, így nem tudott jó kört futni. Kubica a negyedik helyről rajtolt, de a versenyen csak az utolsó egy pontot tudta megszerezni. A BMW a nagydíj után visszaesett a konstruktőri versenyben a harmadik helyre, a McLaren mögé. Az Valenciában Kubica a harmadik helyről indult és abban a pozícióban is fejezte be a versenyt. Heidfeld csak kilencedik lett, így nem szerzett pontot. Belgiumban Heidfeld egy remek taktikával és Hamilton hátrasorolásának révén 2., míg Kubica 6. lett. Az olasz nagydíjon esős futamon Kubica harmadikként, míg Heidfeld ötödikként ért célba.
Fudzsiban a rajtból a legjobban Kubica jött ki, a hatodik helyről az elsőre jött föl. Alonso a boxkiállásoknál megelőzte a lengyelt, az utolsó körökben azonban sikerült maga mögött tartania Räikkönent. Heidfeld pont nélkül a 9. lett. Kínában a két BMW az ötödik és a hatodik helyen végzett. A szezonzáró brazil nagydíjon a csapat egyik versenyzője sem szerzett pontot.
Kubica az év végén pontegyenlőségbe került Räikkönennel (75 pont), és a lengyel került a negyedik helyre szorult kevesebb győzelme miatt. Heidfeld is egy helyet rontott és a hatodik lett, őt a szezon végén domináló Fernando Alonso előzte meg.

## Eredmények
| Év   | Csapat             | Motor        | Gumi | Versenyzők    | 1   | 2   | 3   | 4   | 5   | 6   | 7   | 8   | 9   | 10  | 11  | 12  | 13  | 14  | 15  | 16  | 17  | 18  | Pont | Helyezés |
| ---- | ------------------ | ------------ | ---- | ------------- | --- | --- | --- | --- | --- | --- | --- | --- | --- | --- | --- | --- | --- | --- | --- | --- | --- | --- | ---- | -------- |
| 2008 | BMW Sauber F1 Team | BMW P86/8 V8 | B    |               | AUS | MAL | BHR | ESP | TUR | MON | CAN | FRA | GBR | GER | HUN | EUR | BEL | ITA | SIN | JPN | CHN | BRA | 135  | 3.       |
| 2008 | BMW Sauber F1 Team | BMW P86/8 V8 | B    | Nick Heidfeld | 2   | 6   | 4   | 9   | 5   | 14  | 2   | 13  | 2   | 4   | 10  | 9   | 2   | 5   | 6   | 9   | 5   | 10  | 135  | 3.       |
| 2008 | BMW Sauber F1 Team | BMW P86/8 V8 | B    | Robert Kubica | Ki  | 2   | 3   | 4   | 4   | 2   | 1   | 5   | Ki  | 7   | 8   | 3   | 6   | 3   | 11  | 2   | 6   | 11  | 135  | 3.       |